# Unterseeboot UC-75
Pour les autres navires du même nom, voir Unterseeboot 75.
L'Unterseeboot UC-75 est un sous-marin (U-Boot) mouilleur de mines allemand de type UC II utilisé par la Kaiserliche Marine pendant la Première Guerre mondiale. Le U-boot a été commandé le 12 janvier 1916 et lancé le 6 novembre 1916. Il a été mis en service dans la marine impériale allemande le 6 décembre 1916 sous le nom de UC-75. Au cours de 13 patrouilles, l'UC-75 a coulé 59 navires, soit par ses torpilles, soit par les mines qu’il a posées. L'UC-75 a été éperonné et coulé par le HMS Fairy le 31 mai 1918 avec 17 morts et 14 survivants parmi son équipage. Le HMS Fairy avait subi de lourds dommages et a coulé peu de temps après.

## Conception
Sous-marin de type UC II, l'UC-75 avait un déplacement de 415 tonnes en surface et de 498 tonnes en plongée. Il avait une longueur hors tout de 50,52 m, un maître-bau de 5,22 m et un tirant d'eau de 3,75 m. Le sous-marin était propulsé par deux moteurs diesel 6 cylindres à quatre temps produisant chacun 290 à 300 ch (210 à 220 kW), soit un total de 750 à 750 ch (430 à 440 kW), et par deux moteurs électriques produisant 750 ch (475 kW), actionnant deux arbres d'hélice.
Le sous-marin avait une vitesse maximale de 11,6 nœuds (21,5 km/h) en surface et de 7,3 nœuds (13,5 km/h) en immersion. Son autonomie était de de 8756 à 9450 milles marins (17540 à 17500 km) à 7 nœuds (13 km/h) en surface, et de 52 milles marins (96 km) à 4 nœuds (7,4 km/h) en immersion. Il lui fallait 48 secondes pour plonger, et il était capable d’opérer à une profondeur maximale de 50 mètres.
L'UC-75 était équipé de trois tubes lance-torpilles de 500 mm, un à l’arrière et deux à l’avant, avec sept torpilles, et d’un canon de pont de 8,8 cm SK L/30. Mais son arme principale était ses six puits de mine de 1000 mm portant dix-huit mines UC 200. Son effectif était de vingt-six membres d’équipage.

## Affectations
- I Flottille : du 10 février au 5 août 1917
- Flottilles des Flandres / Flandern II : du 5 août 1917 au 31 mai 1918

## Commandants
- Kapitänleutnant Georg Paech : du 6 décembre 1916 au 16 mars 1917
- Oberleutnant zur See Johannes Lohs : du 17 mars 1917 au 30 janvier 1918
- Oblt.z.S. Walter Schmitz : du 31 janvier au 31 mai 1918

## Navires coulés
| Date              | Nom                  | Nationalité    | Tonnage | Destin    |
| ----------------- | -------------------- | -------------- | ------- | --------- |
| 25 mars 1917      | Industria            | United Kingdom | 133     | Coulé     |
| 25 mars 1917      | Marshall             | Norvège        | 1123    | Coulé     |
| 25 mars 1917      | Median               | United Kingdom | 214     | Coulé     |
| 25 mars 1917      | Rosslyn              | United Kingdom | 113     | Coulé     |
| 28 mars 1917      | Expedient            | United Kingdom | 145     | Coulé     |
| 29 mars 1917      | Schaldis             | Belgique       | 1241    | Coulé     |
| 1 mai 1917        | Alide                | Empire russe   | 175     | Coulé     |
| 3 mai 1917        | Carberry King        | United Kingdom | 31      | Coulé     |
| 3 mai 1917        | Eleanor              | United Kingdom | 31      | Coulé     |
| 3 mai 1917        | Fastnet              | United Kingdom | 31      | Coulé     |
| 3 mai 1917        | Hibernia             | United Kingdom | 21      | Coulé     |
| 3 mai 1917        | Lucky Lass           | United Kingdom | 10      | Coulé     |
| 3 mai 1917        | North Star           | United Kingdom | 15      | Coulé     |
| 3 mai 1917        | Sir Edward Birkbeck  | United Kingdom | 23      | Coulé     |
| 4 mai 1917        | Marie                | France         | 133     | Coulé     |
| 5 mai 1917        | HMS Lavender         | Royal Navy     | 1200    | Coulé     |
| 6 mai 1917        | Président            | France         | 354     | Coulé     |
| 15 mai 1917       | Polymnia             | United Kingdom | 2426    | Coulé     |
| 7 juin 1917       | Wilhelm              | United Kingdom | 187     | Coulé     |
| 11 juin 1917      | Anglian              | United Kingdom | 5532    | Coulé     |
| 12 juin 1917      | HMS Prize            | Royal Navy     | 199     | Endommagé |
| 18 juin 1917      | Kathlamba            | United Kingdom | 6382    | Endommagé |
| 19 juin 1917      | Kelso                | United Kingdom | 1292    | Coulé     |
| 20 juin 1917      | Benita               | United Kingdom | 130     | Coulé     |
| 20 juin 1917      | Bidartaise           | France         | 123     | Coulé     |
| 29 juillet 1917   | Saint Marcouf        | France         | 1117    | Coulé     |
| 1 août 1917       | Karina               | United Kingdom | 4222    | Coulé     |
| 3 août 1917       | Beechpark            | United Kingdom | 4763    | Coulé     |
| 3 août 1917       | HMS Mary B. Mitchell | Royal Navy     | 227     | Endommagé |
| 25 août 1917      | Cymrian              | United Kingdom | 1014    | Coulé     |
| 29 août 1917      | Cooroy               | United Kingdom | 2470    | Coulé     |
| 29 août 1917      | Lynburn              | United Kingdom | 587     | Coulé     |
| 28 septembre 1917 | William Middleton    | United Kingdom | 2543    | Endommagé |
| 9 octobre 1917    | Main                 | United Kingdom | 715     | Coulé     |
| 12 octobre 1917   | W. M. Barkley        | United Kingdom | 569     | Coulé     |
| 13 octobre 1917   | SS Eskmere           | United Kingdom | 2293    | Coulé     |
| 19 octobre 1917   | Hazelwood            | United Kingdom | 3120    | Coulé     |
| 3 novembre 1917   | HMD Deliverer        | Royal Navy     | 79      | Coulé     |
| 3 novembre 1917   | Atlantian            | United Kingdom | 9399    | Endommagé |
| 4 novembre 1917   | Longwy               | France         | 2315    | Coulé     |
| 8 novembre 1917   | The Marquis          | United Kingdom | 373     | Coulé     |
| 1 décembre 1917   | Euphorbia            | United Kingdom | 3109    | Coulé     |
| 1 décembre 1917   | Rydal Hall           | United Kingdom | 3314    | Coulé     |
| 4 décembre 1917   | Milton               | United Kingdom | 3267    | Endommagé |
| 7 décembre 1917   | Earl Of Elgin        | United Kingdom | 4448    | Coulé     |
| 28 décembre 1917  | Alfred H. Read       | United Kingdom | 457     | Coulé     |
| 28 décembre 1917  | Chirripo             | United Kingdom | 4050    | Coulé     |
| 3 janvier 1918    | Asborg               | Norvège        | 2750    | Coulé     |
| 4 janvier 1918    | Day Spring           | United Kingdom | 39      | Coulé     |
| 4 janvier 1918    | Gratitude            | United Kingdom | 40      | Coulé     |
| 4 janvier 1918    | Varuna               | United Kingdom | 40      | Coulé     |
| 5 janvier 1918    | Iolanthe             | United Kingdom | 3081    | Coulé     |
| 6 janvier 1918    | Arca                 | United Kingdom | 4839    | Endommagé |
| 7 janvier 1918    | Gascony              | United Kingdom | 3133    | Coulé     |
| 7 janvier 1918    | Léon                 | France         | 2401    | Coulé     |
| 5 mars 1918       | Edouard Marie        | Belgique       | 32      | Coulé     |
| 9 mars 1918       | Marguerite           | United Kingdom | 10      | Coulé     |
| 10 mars 1918      | Sunrise              | United Kingdom | 56      | Coulé     |
| 10 mars 1918      | Wave                 | United Kingdom | 47      | Coulé     |
| 13 mars 1918      | Arno Mendi           | Espagne        | 2827    | Coulé     |
| 14 mars 1918      | Tweed                | United Kingdom | 1777    | Coulé     |
| 17 mars 1918      | Eliza Anne           | United Kingdom | 36      | Coulé     |
| 18 mars 1918      | Navigator            | United Kingdom | 3803    | Endommagé |
| 28 mars 1918      | Dryden               | United Kingdom | 5839    | Endommagé |
| 16 avril 1918     | Hungerford           | United Kingdom | 5811    | Coulé     |
| 19 avril 1918     | War Helmet           | United Kingdom | 8184    | Coulé     |
| 12 mai 1918       | Benlawers            | United Kingdom | 3949    | Endommagé |
| 29 mai 1918       | HMT Dirk             | Royal Navy     | 181     | Coulé     |
| 31 mai 1918       | HMS Fairy            | Royal Navy     | 355     | Coulé     |